# ラヴァレ家のジュリアンとマルグリット
ラヴァレ家のジュリアンとマルグリット（ラヴァレけのジュリアンとマルグリット、Julien et Marguerite de Ravalet）は、ノルマンディーにおける封建領主ラヴァレ家に生まれた兄妹。近親相姦を行ったとして1603年12月2日、それぞれ21歳と17歳でフランスのパリのグレーヴ広場において処刑された。
妹マルグリットは、両親の都合で13歳の時に年長の男性と結婚させられるが、年長の男性との気の乗らない結婚に不満を持ち、兄ジュリアンの下に走り、妊娠した。兄妹で子供を作ったので近親相姦だということで罪を問われ、兄妹は2人とも一緒に斬首された。
ラヴァレ家の話は馴染みの兄妹による近親相姦の事件であるため、エドワード・ウェスターマークが説く、密接な関係にある近親者同士の場合は性的魅力を互いに感じにくい、とした学説（ウェスターマーク効果）が当てはまらない事例ではないかともいわれる。
この事件を直接的に扱った作品としては、ジュール・バルベー・ドールヴィイの「歴史の一頁」（1882年）がある。
また、直接的ではないが『あわれ彼女は娼婦』（1633年）は、実はこの事件をモデルにしたものとも言われている。